# Peladão
Il Campeonato de Peladas do Amazonas, nato nel 1972, è conosciuto ai più come Peladão. 
Si tratta di un campionato popolarissimo nello stato di Amazzonia. Lo stesso Francisco Lima, ex giocatore della Roma, lo descrive come un enorme campionato di 1.000 squadre che giocano tra loro. Possono partecipare tutte le province cittadine che possono formare il proprio team. Non esiste il fuorigioco e si gioca su campi di tutti i tipi, che siano forniti di erba o che siano più fatiscenti. La squadra campione vince un premio di 15.000 Euro che corrispondono a 50.000 Reali.